# William Walrond
William Hood Walrond, 1. baron Waleran (ur. 26 lutego 1849, zm. 17 maja 1925) – brytyjski polityk, członek Partii Konserwatywnej, minister w rządzie Arthura Balfoura.
Był synem sir Johna Walronda, 1. baroneta, i Frances Caroline Hood, córki 2. barona Bridport. Tytuł baroneta odziedziczył po śmierci ojca w 1889 r. Był kapitanem Grenadier Guards, zanim odszedł z wojska w 1872 r.
W 1880 r. został wybrany do Izby Gmin jako reprezentant okręgu East Devon. Od 1885 r. reprezentował okręg wyborczy Tiverton. W latach 1885–1886 i 1886–1892 był młodszym lordem skarbu. W 1895 r. został parlamentarnym sekretarzem skarbu. W latach 1902–1905 był członkiem gabinetu jako Kanclerz Księstwa Lancaster.
Walrond zasiadał w Izbie Gmin do 1905 r., kiedy to otrzymał tytuł 1. barona Waleran i zasiadł w Izbie Lordów. Od 1899 r. był członkiem Tajnej Rady. Zmarł w 1925 r. Tytuł barona odziedziczył jego wnuk, William.